# خانه بدون نگرانی آلکوا
خانه بدون نگرانی آلکوا یک خانه تاریخی واقع در برایتون در شهرستان مونرو، نیویورک است. این خانه توسط چارلز ام. گودمن (۱۹۰۶-۱۹۹۲) طراحی شده است و یکی از ۲۴ خانه بدون مراقبت آلکوا است که در بروشور فروش آنها در سال ۱۹۵۷ ذکر شده است که برای یک پروژه نمایشی ساخته شده و تنها خانه ای است که در ایالت نیویورک واقع شده است . این خانه یک طبقه به سبک مزرعه‌داری با ۱٬۹۰۰ فوت مربع (۱۸۰ متر مربع) است.  فضای نشیمن، یک کانکس و یک زیرزمین کامل. ۹۱ فوت (۲۸ متر) طول و ۳۶ فوت (۱۱ متر) عریض ساخته شده از تیر و پست با سقف کم عمق شیروانی جانبی است. دارای دیوارهای انتهایی است که به طور کامل از شیشه صفحه ای ساخته شده اند که با قاب آلومینیومی ساخته شده‌اند و توسط ستون های چوبی که با آلومینیوم پوشانده شده اند پشتیبانی می‌شوند. 
در سال ۲۰۱۰ در فهرست ملی اماکن تاریخی ثبت شد.

## همچنین ببینید
- خانه های بدون نگرانی آلکوا
- منطقه تاریخی هولین هیلز
- ماشین سبز / فضای آبی ، خانه آزمایشی دیگری در نیویورک